# جنگل سنگی

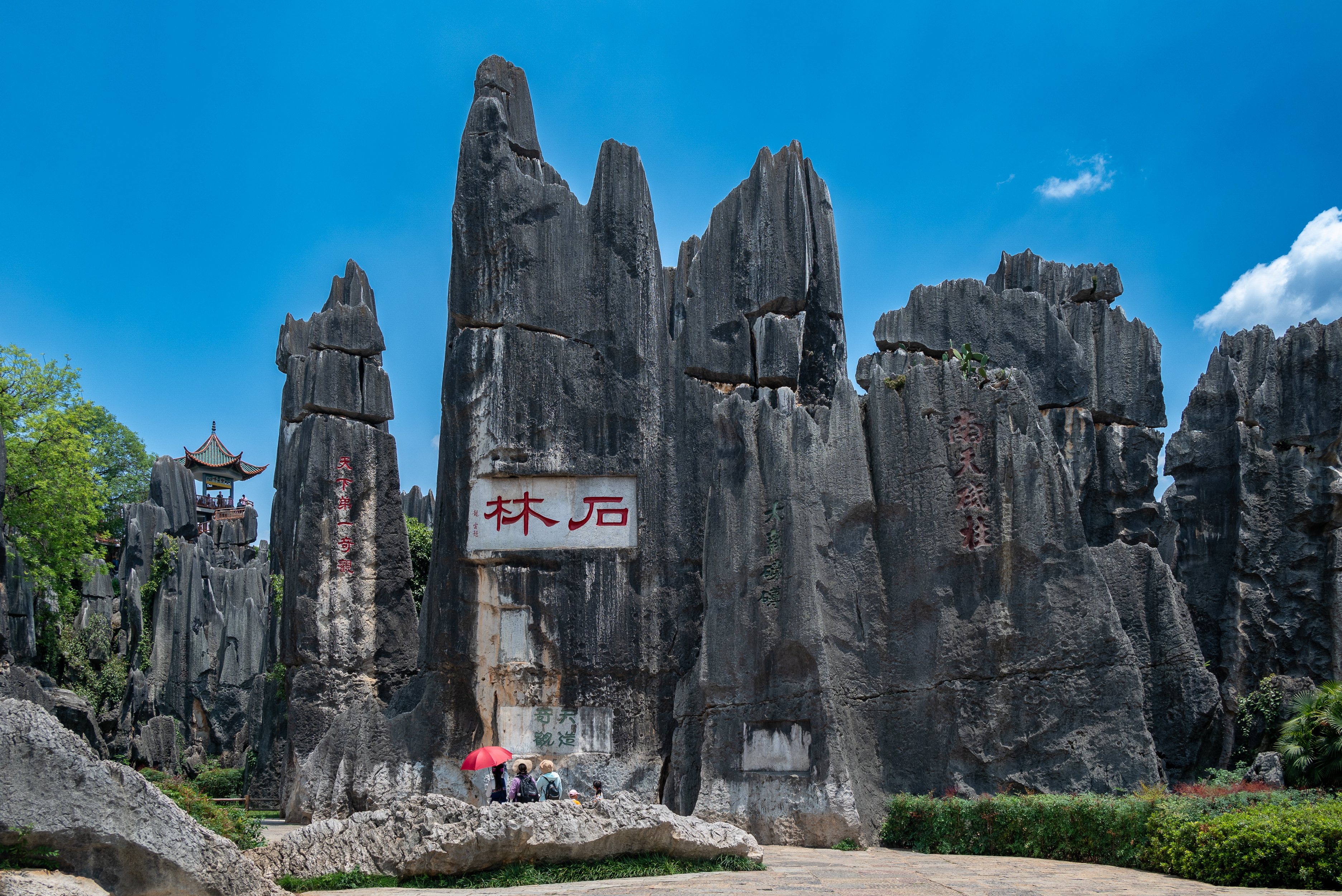
ورودی اصلی جنگل سنگی شیلین

جنگل سنگی (به انگلیسی: Stone Forest) یا شی‌لین (چینی: 石林; پین‌یین: Shílín) مجموعه‌ای چشمگیر از تشکیلات سنگ آهکی است که حدود ۵۰۰ کیلومترمربع وسعت دارد و در شهرستان خودمختار شی‌لین یی در استان یون‌نان، جمهوری خلق چین، واقع شده است. این مکان در فاصله‌ای حدود ۹۰ کیلومتر از پایتخت استان، کون‌مینگ، قرار دارد.
صخره‌های بلند این منطقه به‌گونه‌ای از زمین بیرون آمده‌اند که یادآور چکیده‌سنگ‌ها هستند و بسیاری از آن‌ها به درختان سنگ‌شده شباهت دارند و این توهم را ایجاد می‌کنند که جنگلی از جنس سنگ در این مکان شکل گرفته است. از سال ۲۰۰۷، دو بخش از این مجموعه، یعنی جنگل سنگی نایگو (乃古石林) و روستای سووگئی‌یی (所各邑村)، به‌عنوان بخشی از کارست جنوب چین در فهرست میراث جهانی یونسکو ثبت شده‌اند. این منطقه یکی از مقاصد گردشگری شناخته‌شده چین است.

## ویژگی‌ها

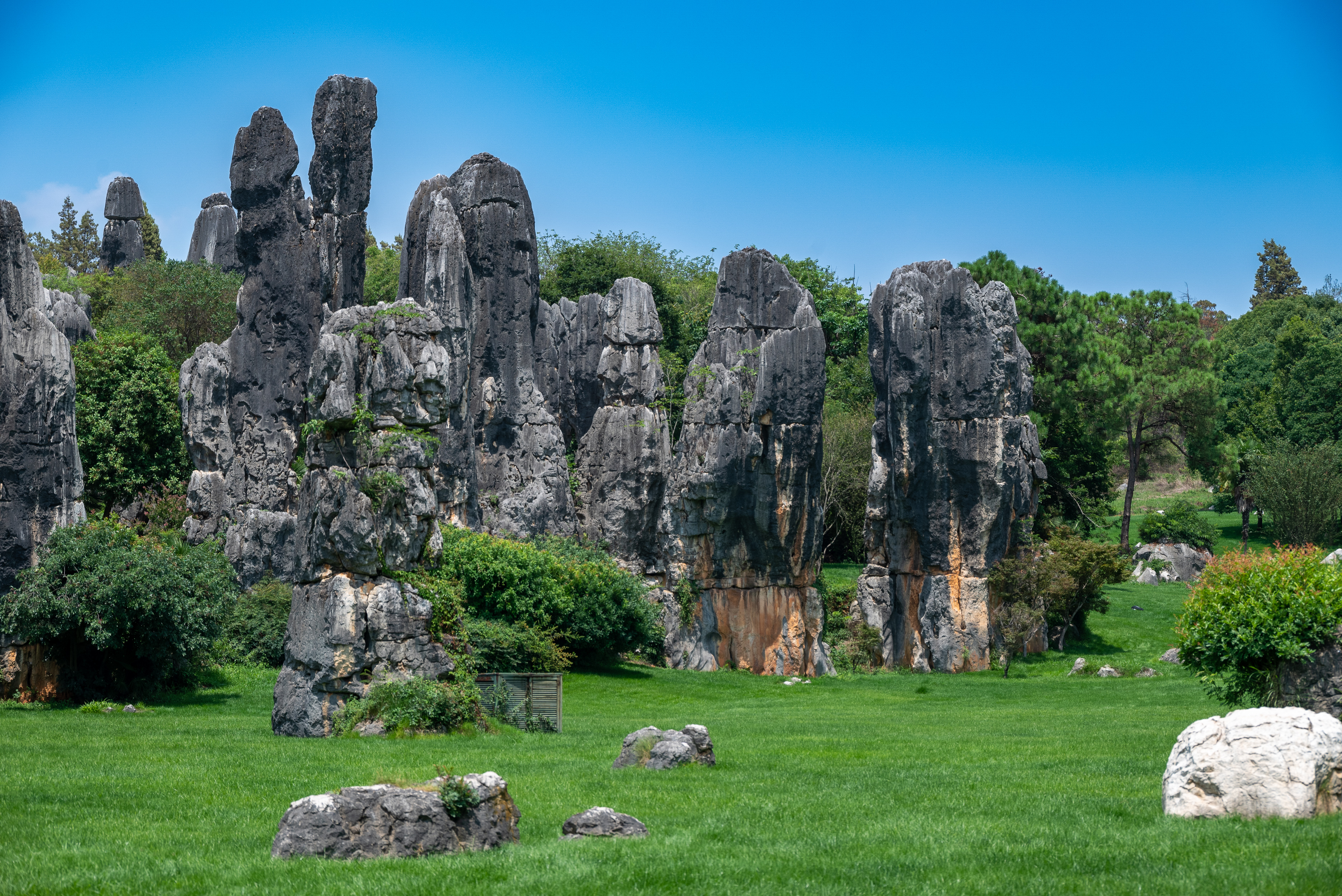
شی‌لین

منطقه منظره‌ای ملی شی‌لین (昆明市石林风景区) مساحتی حدود ۴۰۰ کیلومترمربع دارد و به هفت منطقه دیدنی تقسیم شده است:
- جنگل‌های سنگی بزرگ و کوچک (大小石林) – که با نام جنگل سنگی لی‌زی‌جینگ (李子菁石林) نیز شناخته می‌شود.
- جنگل سنگی نایگو (乃古石林)
- غار ژی‌یون (芝云洞)
- دریاچه چانگ (长湖، به‌معنای دریاچه بلند)
- دریاچه یوئه (月湖، به‌معنای دریاچه ماه)
- آبشار دادیه‌شویی (大叠水瀑布)
- غار چی‌فِنگ (奇峰洞)

این سازه‌های سنگی که در نتیجه فرسایش سنگ آهک به وجود آمده‌اند، حدود ۲۷۰ میلیون سال قدمت دارند. جنگل سنگی یکی از مقاصد محبوب گردشگری برای گردشگران داخلی و خارجی است و تورهای اتوبوسی بسیاری از کون‌مینگ گردشگران را به این منطقه می‌آورند. همچنین در این منطقه چندین هتل برای اقامت گردشگران وجود دارد.

## زمین‌شناسی
منطقه جنگل سنگی حدود ۲۷۰ میلیون سال پیش یک دریای کم‌عمق بوده است. در این حوضه، رسوبات گسترده‌ای از ماسه‌سنگ که با سنگ آهک پوشیده شده بود، در دوره پرمین انباشته شد. پس از آن، این منطقه دچار بالاآمدگی زمین‌شناختی شد و در معرض باد و جریان‌های آبی قرار گرفت که منجر به شکل‌گیری ستون‌های آهکی شد. این سازه‌ها تا جایی که چشم کار می‌کند، گسترده شده‌اند و منظره‌ای مانند یک جنگل سنگی وسیع را به وجود آورده‌اند.
جنگل‌های سنگی بزرگ و کوچک از لایه‌های تقریباً خالص آهکی سازند ماکویو در دوره پرمین تشکیل شده‌اند. اما جنگل سنگی نایگو، که در ۹ کیلومتری شمال‌شرقی جنگل سنگی اصلی واقع شده است، در دولومیت و سنگ آهک دولومیتی سازند چی‌شیا در دوره پرمین شکل گرفته است. این دو سازند با ضخامت ۵۰۵ متر از سنگ‌های آهکی و دولومیتی تشکیل شده‌اند که در محیط‌های کم‌عمق دریایی (پلتفرم) رسوب کرده‌اند و شامل آهک بیوکلاستیک، کالکارنیت و کالسیلوئیت هستند.
در سازند ماکویو، سنگ‌ها تغییرات شدید دیاژنتیکی را تجربه کرده‌اند و به‌ندرت فسیل‌های ماکروسکوپی در آن‌ها دیده می‌شود. اما در بررسی‌های میکروسکوپی، بقایای کامل یا شکسته فوزولینید (نوعی روزن‌دار) در سنگ‌های بیومیکریت، بیوپلمیکریت تا بیوپلمیکروسپریت مشاهده شده است. همچنین در برخی از لایه‌ها، ندول‌های چرتی یافت شده است. درحالی‌که در سازند چی‌شیا سنگ‌های دولومیتی به‌وفور یافت می‌شوند، درصد دولومیت در سازند ماکویو معمولاً کمتر از ۳٪ است.
لایه‌های زمین‌شناسی این منطقه دارای یک شیب ملایم (۲ تا ۶ درجه) به سمت غرب هستند و شکستگی‌های متقاطع (NE-SW و NE-SE) به‌خوبی در این ناحیه توسعه یافته‌اند. این شکستگی‌ها مسیرهای اصلی برای جریان آب‌های سطحی و زیرزمینی در مراحل اولیه توسعه کارستی را فراهم کرده‌اند. ماسه‌سنگ‌ها و شیل‌های سازند لیانگ‌شان که در زیر سازندهای آهکی قرار دارند، به‌عنوان یک مانع نفوذپذیری عمل کرده و سبب شده‌اند که آب‌های زیرزمینی محلی از غرب به شرق جریان یابند.

## پوشش گیاهی
منطقه کارست شی‌لین دارای انواع مختلفی از جنگل‌ها و اجتماعات گیاهی است.
جنگل‌های همیشه‌سبز پهن‌برگ
- Cyclobanopsis glancoides
- Cyclobalanopsis delavayi
- Castanopsis delavayi
جنگل‌های سکلروفیل همیشه‌سبز پهن‌برگ
- Quercus cocciferoides
- Quercus franchetii
جنگل‌های برگ‌ریز پهن‌برگ و سوزنی‌برگ نیمه‌گرمسیری
- کاج یون‌نانی
پوشش گیاهی دریاچه‌ای
- Ottelia acuminata
سایر گونه‌های گیاهی
گونه‌های ناحیه زیرهیمالیایی چین
- Colquhounia
- Corallodiscus
- Docynia
- Lysiontus
- Physospermopsis
- پرینسپیا
- سینوکراسولا
- Siphonostegia
گونه‌های زیرقلمرو جنگلی چین-ژاپن
- آکبیا (میوه)
- Conandron
- Sinomenium
- Platycladus
گونه‌های قلمرو شرق آسیا
- Ainsliaea
- Bletilla
- کدنپسیس
- Dendrobenthamia
- ازگیل ژاپنی (سرده)
- Leptodermis
- Lycoris
- اوفیوپوگون
- Patrinia
- Reineckea

## فرهنگ
طبق افسانه‌های محلی، این جنگل زادگاه آشیما (阿诗玛 در نگارش ساده یا 阿詩瑪 در نگارش سنتی) است؛ دختری زیبارو از قوم یی که عاشق می‌شود، اما از ازدواج با معشوق موردنظرش منع می‌گردد و درنهایت به یک سنگ در جنگل تبدیل می‌شود که هنوز هم به نام او شناخته می‌شود.
هر سال، در روز بیست‌وچهارم از ماه ششم قمری، بسیاری از مردم قوم یی جشن جشنواره مشعل (火把节 در نگارش ساده یا 火把節 در نگارش سنتی و تلفظ "Huǒbă Jié") را برگزار می‌کنند که شامل رقص‌های محلی و مسابقات کشتی است.